# アナロイ

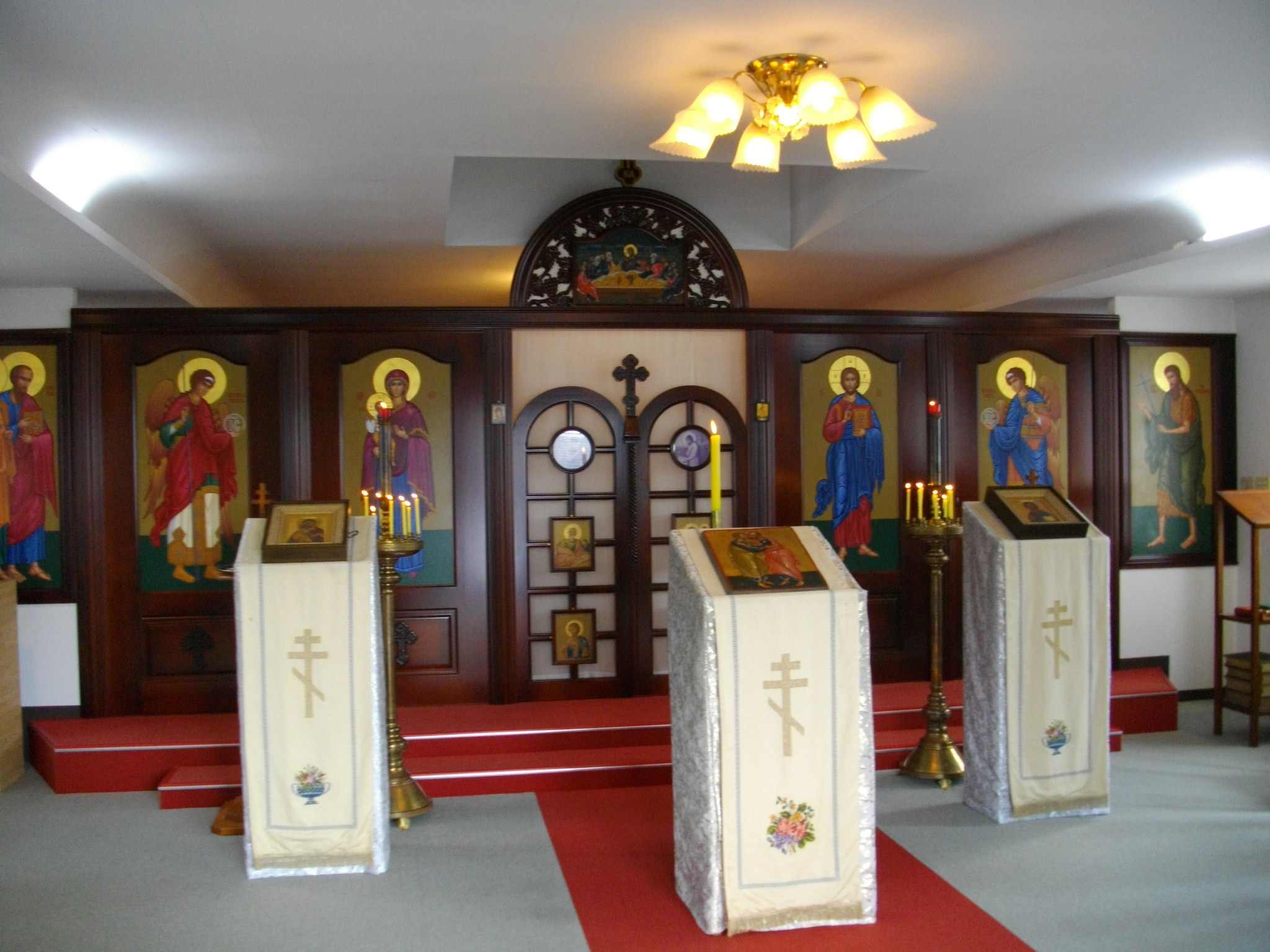
鹿沼ハリストス正教会の会堂内の様子。布をかけられた三つのアナロイ（経案）の上にイコンが置かれており、アナロイに掛けられた布には八端十字架が刺繍されている。右奥には誦経用のアナロイ（祈祷書が置かれていない状態）。正面にイコノスタシス（聖障）が見える。

アナロイ（ギリシア語: Άναλόγιον, ロシア語: Аналойもしくはаналогий, 英語: Analogion）とは、正教会で用いられる、イコン、不朽体、祈祷書（福音経、使徒経含む）などを置く台。祈祷書には経案という漢字表記がなされているが、これはあまり日常的には用いられない表記である。
名称「アナロイ」はギリシア語: Άνα（アナ：上で）とギリシア語: λόγιον（ロギオン：読む）の組み合わせに由来する。
アナロイは移動が可能である。台の上部は斜めに作られている。イコン、不朽体を安置して聖堂内等に置かれるほか、誦経の際に祈祷書を載せたり、説教の際に用いられたりする。